# Boreonykus
Boreonykus – wymarły rodzaj dinozaura, teropoda z rodziny dromeozaurów.
W środkowo-zachodniej Albercie w Kanadzie, w okolicy miasta Grande Prairie, znajduje się formacja Wapiti, datowana na kampan. Wśród jej skał odnajdywano teropody takie jak Tyrannosauridae, Ornithomimidae, Dromaeosauridae, Troodontidae oraz ptasiomiedniczne hadrozaury (edmontozaur) i Ceratopsidae (pachyrinozaur). Jej jednostka trzecia obejmuje położone 19 km na południe od Wembley cmentarzysko Pipestone Creek znane z pozostałości ceratopsów: znaleziono tam skamieniałości 27 pachyrinozaurów.
Znaleziono w nim jednak także inne szczątki. Kość czołowa i przylegające doń kości nie należały do dinozaura rogatego, ale do teropoda. Bell i Curie w 2016 nadali mu nazwę Boreonykus certekorum. Nazwa rodzajowa odwołuje się do porastających dzisiaj tereny znalezienia szczątków lasów borealnych oraz od greckiego słowa onychos znaczącego pazur. Epitet gatunkowy upamiętnia Certek Heating Solutions i rodzinę Barendregt z Wembley w uznaniu wsparcia, jakiego udzielili paleontologii. Holotyp to TMP 1989.055.0047, prawa kość czołowa. Jedyna autapomorfia rodzaju dotyczy kąta tworzonego przez fragment kości czołowej. Kreatorzy przeprowadzili analizę filogenetyczną, która pozwoliła zaliczyć zwierzę do rodziny dromeozaurów, a w jej obrębie do kladu Eudromaeosauria, prawdopodobnie należał też do podrodziny Velociraptorinae. Badacze zaprezentowali kladogram, na którym jednak rodzaj pozostaje z kilkoma innymi w nierozwikłanej politomii.
Znalezisko jest bardzo ważne, gdyż późnokredowe dromeozaury stanowiły rzadkość, zwłaszcza na wysokich szerokościach geograficznych. Ponadto Velociraptorinae znane były wcześniej głównie z Azji, czego przykładem rodzaj typowy podrodziny.
W czasach Boreonykus znaczna część zachodu dzisiejszych Kanady i USA zalana była przez Morze Bearpaw. Formacja Wapiti powstała z osadów nisko położonej porośniętej roślinnością równiny zalewowej, na wschód od której rozpościerało się Morze Środkowego Zachodu.